# 会话管理子系统
会话管理子系统（英語：Session Manager Subsystem）即smss.exe，它自Windows NT 3.1起是微软Windows NT家族的一部分。它是由操作系统的启动过程（內核）启动的第一个用户模式进程）执行。
在此阶段中，它将：
- 创建环境变量；
- 启动内核和Win32子系统的用户模式。这个子系统包括win32k.sys（内核模式）、winsrv.dll（用户模式）以及csrss.exe（用户模式）。[1]而其他列于注册表HKLM\System\CurrentControlSet\Control\Session Manager\SubSystems中Required键值的子系统也将被启动

- 创建DOS设备映射（例如：CON:、NUL:、AUX:、COM1:、COM2:、COM3:、COM4:、PRN:、LPT1:、LPT2:、LPT3:，以及驱动器号），它们列于注册表键值HKLM\System\CurrentControlSet\Control\Session Manager\DOS Devices。这可用于创建常驻的subst（英语：SUBST）驱动程序。
- 创建虚拟内存页面文件。
- 启动Winlogon（winlogon.exe）。[2]

引导过程完毕后，该程序留在内存中，并可以通过任务管理器看到其在运行。它将等待并在winlogon.exe或csrss.exe关闭其他窗口后关机。如果上述进程未按预期方式终止，smss.exe可能挂起系统。

## 延伸阅读
- Sessions, Desktops and Windows Stations
- Impact of Session 0 Isolation on Services and Drivers in Windows （页面存档备份，存于）
- Session 0 Isolation - Windows 7 - Microsoft （页面存档备份，存于）